# 买曲
买曲也作麦曲，位于中国青海省玉树藏族自治州囊谦县西南部的一条河流，是昂曲中游吉曲段右岸支流。发源于囊谦县西南青海、西藏两省区边界地带的他念他翁山西北麓，在麦也峡谷中向东流，至夏尕改一带转向北流，于吉尼赛乡麦曲村西北汇入吉曲。河长62千米，流域面积875平方千米。流域上游舒展如扇状，下游狭窄似瓶颈。
天地图标注的麦曲（买曲）走向与《中国河湖大典·西南诸河卷》中描述的不同，天地图麦也峡谷中河段标注为麦曲的左岸支流“麦也”，将发源于则拢果山北麓的一条河标注为麦曲的上游。